# Nanomesh

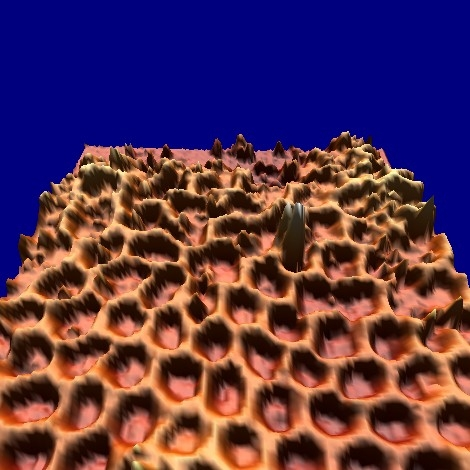
Perspektive eines Nanomesh, dessen Struktur sich am oberen Bereich des Bildes auflöst. Der Abstand zwischen zwei Porenzentren beträgt 3,2 nm, die Poren sind 0,05 nm tief.

 Als Nanomesh (auch Bornitren oder englisch White Graphene) bezeichnet man ein neues anorganisches, nanostrukturiertes zweidimensionales Material aus Bornitrid mit einer Struktur ähnlich wie Graphen. Das Material wurde 2003 an der Universität Zürich entdeckt.
Das Nanomesh sieht aus wie eine Anordnung von hexagonalen Poren im Nanometerbereich. Es ist nicht nur stabil unter Vakuum, Luft und einigen Flüssigkeiten, sondern auch bei Temperaturen bis zu 796 °C. Außerdem hat es die bemerkenswerte Fähigkeit, Moleküle und metallische Cluster einzufangen, die ähnliche Größen wie die Nanomesh-Poren haben, und bildet ein gut geordnetes Array. Diese Eigenschaften könnten Anwendungen des Materials in Bereichen wie Oberflächenfunktionalisierung, Spintronik, Quantencomputing und Datenspeichermedien wie Festplatten ermöglichen.